# Kyoko Hayashi
Kyōko Hayashi (林 京子 Hayashi Kyōko, 28 de agosto de 1930  – 19 de febrero de 2017?) fue una escritora japonesa.
Hayashi nació en Nagasaki y pasó desde 1931 hasta 1945 con su familia en Shanghái. Regresó a Nagasaki en marzo de 1945 y se inscribió en el Nagasaki Girls' High School, donde se movilizó en la fábrica de municiones Mitsubishi. Estuvo trabajando en la fábrica donde la bomba atómica explotó destrozando Nagasaki el 9 de agosto de 1945. Hayashi estuvo gravemente enferma durante dos meses, y sufrió más tarde de una salud frágil. Luego estudió Enfermería en un curso especial de la Welfare Faculty for Women adjunto al Nagasaki Medical School, pero lo abandonó antes de graduarse. Empezó a escribir en 1962.
En 1967, su historia "Procesión en un Día Nublado" (Kumoribi no kōshin) se publicó en Bungei Shuto. Atrajo la atención por primera vez en 1975 con una historia autobiográfica sobre el bombardeo, "Ritual o Muerte" (Matsuri no ba), la cual recibió el Akutagawa Prize de ese año. "Dos Lápidas" (Futari No Bohyō), también basado en sus experiencias en el bombardeo, se publicó ese mismo año. Sus obras en la década de los 70 también incluyen una colección de doce cuentos titulados Gyaman bi-doro (Vidrio cortado, vidrio tallado), conteniendo "La lata vacía" (Aki kan) y "Arena Amarilla" (Kousa), siendo los dos primeros publicados en 1978.
En 1980, Hayashi publicó su primera novela larga, Naki ga gotoki (Como si nada hubiese pasado), con un carácter de semiautobiográfica. El tema de Nagasaki continuó a través de la década de los 80 con sus colecciones Sangai no ie (Casa en los tres mundos), el cual ganó el Kawabata Prize, y Michi (El Camino). Su trabajo Yasurakani ima wa nemuri tamae ganó el Tanizaki Premio de 1990.
Hayashi vivió cerca de Washington D. C., desde 1985 hasta 1988.

## Premios
- 1975 Akutagawa Prize por "Ritual o Muerte" (Matsuri no ba)
- 1983 Kawabata Prize por Sangai no ie (Hogar en los tres mundos)
- 1990 Tanizaki Prize por Yasurakani ima wa nemuri tamae (やすらかに今はねむり給え)
- 2000 Noma Literary Prize por Nagai zikan o kaketa ningen no keiken
- 2005 Asahi Prize for 林京子全集

## Trabajos seleccionados traducidos al inglés
- "La lata vacía", trad. Margaret Mitsutani, en Atomic Aftermath: Short Stories about Hiroshima and Nagasaki, ed. Kenzaburo Oe. Tokyo: Shueisha, 1984; Fire from the Ashes: Japanese Stories about Hiroshima and Nagasaki, London: Readers International, 1985; The Crazy Iris and Other Stories of the Atomic Aftermath, New York: Grove Press, 1985. pp. 127–143.

- "Ritual o muerte", trad. Kyoko Selden, Japan Interpreter 12 Winter（1978）, pp. 54–93. Anthologized in Nuke Rebuke: Writers and Artists against Nuclear Energy and Weapons, ed. Marty Sklar, Iowa City: The Spirit That Moves Us Press, 1984. pp. 21–57.

- "Dos lápidas", trad. Kyoko Selden, The Bulletin of Concerned Asian Scholars 18.1 January–March (1986): pp. 23–35. Anthologized in The Atomic Bomb Voices from Hiroshima and Nagasaki, eds. Kyoko and Mark Selden, An East Gate Book, New York: M.E. Sharpe, 1989. pp. 24–54.

- "Arena amarilla", trad. Kyoko Selden, in Japanese Women Writers: Twentieth Century Short Fiction,  1991. pp. 207–216.

- "De Trinidad a Trinidad", trad. Eiko Otake. Station Hill, NY: Station Hill Press, 2010.

## Obras seleccionadas
- Matsuri no ha (Ritual o muerte), Tokyo: Kodansha, 1975.
- Shanhai, Tōkyō : Chūō Kōronsha, 1983.
- Sangai no ie (三界の家), Tōkyō : Shinchōsha, 1984.
- Michi (道), Tōkyō : Bungei Shunju, 1985.
- Tanima (谷間), Tōkyō : Kōdansha, 1988.
- Rinbu (輪舞), Tōkyō : Shinchōsha, 1989.
- Yasuraka ni ima wa nemuritamae (やすらかに今はねむり給え), Tōkyō : Kōdansha, 1990.
- Seishun (青春), Tōkyō : Shinchōsha, 1994.
- Bājinia no aoi sora (ヴァージニアの蒼い空), Tōkyō : Nihon Tosho Sentā, 2005.
- Matsuri no ba. Gyaman bīdoro (祭の場. ギヤマン ビードロ), Tōkyō : Nihon Tosho Sentā, 2005.
- Missheru no kuchibeni (ミッシェルの口紅. 上海), Tōkyō : Nihon Tosho Sentā, 2005.
- Nagai jikan o kaketa ningen no keiken (長い時間をかけた人間の経験), Tōkyō : Nihon Tosho Sentā, 2005.
- Rinbu. Kashi no ki no tēburu (輪舞. 樫の木のテーブル), Tōkyō : Nihon Tosho Sentā, 2005.
- Sangai no ie. Michi (三界の家. 道), Tōkyō : Nihon Tosho Sentā, 2005.
- Shizen o kou. Shunkan no kioku (自然を恋う. 瞬間の記憶), Tōkyō : Nihon Tosho Sentā, 2005.
- Yasuraka ni ima wa nemuritamae. Seishun (やすらかに今はねむり給え. 青春), Tōkyō : Nihon Tosho Sentā, 2005.